# Star Trek: Nemesis
Star Trek: Nemesis (v anglickém originále Star Trek Nemesis) je americký sci-fi film studia Paramount Pictures natočený režisérem Stuartem Bairdem, v pořadí desátý na motivy světa Star Treku. Do kin byl uveden v roce 2002 a jeho celkové tržby dosáhly 67 milionů dolarů. Jedná se o čtvrtý a poslední snímek s posádkou pod velením kapitána Jean-Luca Picarda, která se poprvé objevila v televizním seriálu Star Trek: Nová generace. Hvězdná loď Enterprise-E je mimořádně převelena do prostoru Romulanského impéria, aby pomohla vyjednat mírovou smlouvu s Impériem a prétorem Shinzonem, který nad ním násilně převzal moc. Reman Shinzon, Picardův klon, má ale tajné záměry, chce zajmout Picarda a vyhladit celé lidstvo; s touto hrozbou se musí důstojníci Enterprise vypořádat, než bude moci William Riker se svojí novomanželkou Deannou Troi převzít svoji první loď USS Titan. Již od počátku byl snímek zamýšlen jako labutí píseň posádky Nové generace (slogan „Začíná poslední cesta jedné generace.“), komerčně se navíc jednalo o nejhorší startrekovský film.

## Příběh
Děj filmu se odehrává v roce 2379, zmíněno je hvězdné datum 56844.9. V Senátu Romulanského impéria prezentují dva romulanští důstojníci návrh na spojení s remskou armádou a napadení Spojené federace planet. Celý Senát včetně prétora Hirena však plán odmítne a vojáky nechá odejít. Nedlouho po nich opustí místnost i senátorka Tal'aura, jež nechala na svém stole malý předmět, který se poté otevře a pokryje Senát zeleným světlem. Všichni přítomní, včetně prétora, se na místě změní v prach, čímž byla tato hromadná politická vražda dokonána.
Posádka hvězdné lodi USS Enterprise-E se mezitím připravuje na rozloučení se svými dlouholetými členy posádky, prvním důstojníkem Williamem Rikerem a poradkyní Deannou Troi, kteří mají naplánovanou svatbu na Betazedu. Zároveň mají společně převzít novou loď USS Titan, kde dostal Riker své první velení. Při cestě ze Země na Betazed zachytí Enterprise pozitronickou signaturu z planety Kolarus III, která se nachází poblíž Romulanské neutrální zóny. Protože signatura je podobná té nadporučíka Data (androida), výsadkový tým ve složení kapitán Jean-Luc Picard, Dat a Worf přistanou raketoplánem na povrchu planety, kde objeví zbytky dalšího androida, vzhledově totožného s Datem. Po zběsilém úprku v terénním vozidle Argo před agresivními domorodci oživí androida na palubě lodi. Zjistí, že se jmenuje B-4 a že je jedním z nedokonalých Datových předchůdců, které kdysi vyrobil doktor Soong. Enterprise je poté na rozkaz viceadmirála Kathryn Janewayové převelena na diplomatickou misi přímo na Romulus. Viceadmirál Janewayová informuje kapitána Picarda o vojenském převratu v Impériu, které nyní ovládá záhadný Reman jménem Shinzon, jenž prohlašuje, že chce mír s Federací a zároveň svobodu pro Remus. Jedná se o překvapivý vývoj, neboť Remané jsou pro Romulany nežádoucí kastou, kteří kvůli historickým předsudkům slouží především jako otroci v dolech na dilithium, které se na Remu nacházejí.
Po příletu na Romulus důstojníci Enterprise zjistí, že Shinzon je člověk, mladý klon kapitána Picarda, pozůstatek tajného romulanského projektu, který měl za úkol nahradit skutečného Picarda klonem a získat tak ve Federaci špeha. Projekt byl ale zrušen a malý Shinzon byl poslán jako nežádoucí do dolů na Remu. Zde se setkal se svými remanskými „bratry“, s nimiž po několika letech převzal vládu nad celým Romulanským impériem. Právě na Remu postavil Shinzon svoji vlajkovou loď Scimitar, těžce vyzbrojený obrovský bitevní křižník s nezjistitelným maskováním a prakticky nepoškoditelnými štíty.
Ačkoliv diplomatická mise zpočátku probíhá bez problémů, posádka Enterprise odhalí Shinzonovy skutečné záměry díky velmi nízké emisi částic smrtelně nebezpečné thalaronové radiace (kterou jeho přívrženci použili také při převratu v Senátu), několika neautorizovaným přístupům do počítače Enterprise a telepatickým útokům na poradkyni Troi. Shinzon transportuje Picarda na Scimitar, kde jej zajme, protože potřebuje transfúzi jeho krve. Sám totiž pomalu umírá kvůli zrychlenému buněčnému stárnutí, které bylo při klonovacím procesu naplánováno tak, aby v určitém věku dostihl věkově Picarda. Na svoji loď také přenese androida B-4, který na jeho pokyn získal z počítače Enterprise důležité údaje. Za jeho umístěním na Kolaru III totiž stojí také Shinzon, který chtěl Picarda přilákat do blízkosti Romulanského impéria. Nicméně skutečný B-4 se nachází stále na lodi Federace, místo něj byl transportován namaskovaný nadporučík Dat (ten Shinzonovi předal falešné informace), který Picarda osvobodí a společně se snaží ze Scimitaru uprchnout, což se jim povede v jednom z útočných plavidel, které získají v hangáru. Při útěku Dat zjistí, že celá loď je vlastně obrovský generátor thalaronové radiace, která může zničit veškerý život na celé planetě. Díky tomu předpokládají, že Shinzon chce vyhubit lidstvo, aby mohl dobýt Federaci.
Enterprise se se svými zjištěními ihned obrací a letí směrem do prostoru Federace, maskovaný Scimitar ji však brzy dostihne a v Bassenově zlomu ji vyřadí warp pohon. Na pomoc Enterprise přiletí dva romulanští Váleční ptáci, jejichž posádka se postavila proti Shinzonově plánu na zničení Země. Scimitar jednoho Ptáka v boji zničí, druhý je kvůli škodám také neschopen boje. Protože federační loď je rovněž ochromena, nařídí Picard kolizní kurz ke Scimitaru, při němž je Enterprise těžce poškozena, škody Shinzonovy lodě však nejsou tak velké. Prétor však na palubě svého plavidla pomalu umírá, zahájí tedy odpočet thalaronové zbraně zničil alespoň Enterprise a pomstil se Picardovi a mohl pokračovat z Zemi. Kapitán se však transportuje na Scimitar, aby výboji radiace zabránil; zde se utká tváří v tvář se Shinzonem, kterého v souboji zabije. Na pomoc mu přijde Dat, protože však již není čas odpočet zastavit, přenechá Picardovi nouzový osobní transportér, který jej přenese na Enterprise, a sám se obětuje výstřelem do generátoru, Scimitar exploduje, čímž Dat všechny zachránil.
Po těžkém boji je Enterprise-E opravována ve vesmírném doku na zemské orbitě. Kapitán Picard se rozloučí s čerstvě povýšeným kapitánem Rikerem, který je připraven převzít velení lodě Titan, jež se chystá na skutečná mírová jednání s Romulany. Poté se setká s androidem B-4, který se mezitím úspěšně učí, neboť Dat krátce před svou smrtí do něj zkopíroval své paměťové engramy. To znamená, že B-4 může jednoho dne mít stejnou touhu po růstu, jako měl Dat.

## Obsazení
| Patrick Stewart   | kapitán Jean-Luc Picard, velící důstojník                     |
| Jonathan Frakes   | komandér William Riker, první důstojník                       |
| Brent Spiner      | nadporučík Dat, operační důstojník / android B-4              |
| LeVar Burton      | nadporučík Geordi La Forge, šéfinženýr                        |
| Michael Dorn      | nadporučík Worf, taktický a bezpečnostní důstojník            |
| Gates McFaddenová | komandér Beverly Crusherová, šéflékařka                       |
| Marina Sirtisová  | komandér Deanna Troi, poradkyně                               |
| Ron Perlman       | Shinzonův remanský místokrál                                  |
| Tom Hardy         | Shinzon z Remu, prétor Romulanského impéria                   |
| Dina Meyerová     | komandér Donatra, romulanský důstojník                        |
| Jude Ciccolella   | komandér Suran, romulanský důstojník                          |
| Kate Mulgrewová   | viceadmirál Kathryn Janewayová, členka velení Hvězdné flotily |

Drobnou cameo roli taktického důstojníka na Enterprise v hodnosti poručíka ztvárnil Bryan Singer, mimo jiné režisér filmů X-Men a X-Men 2, kde hrál také Patrick Stewart. V Nemesis se objevili také další dva herci spjatí se Star Trekem, kteří si zde zopakovali své role ze seriálu Nová generace. Whoopi Goldbergová zahrála barmanku Guinan a Wil Wheaton podporučíka Wesleyho Crushera. Téměř všechny scény s Wheatonem ale byly v konečné verzi filmu vystřiženy, jsou však dostupné jako bonusový materiál na DVD.

## Produkce
Napsáním v pořadí desátého filmu z prostředí Star Treku byl pověřen John Logan, dlouholetý fanoušek těchto děl a známý Brenta Spinera, představitele Data. Logan chtěl film, v němž hrdinové z Nové generace čelí životním výzvám a mění se jejich život. Už od počátku měl představu, že film začne svatbou Rikera a Troi a skončí odchodem Rikera z Enterprise, aby mohl poprvé velet své vlastní lodi. Na tvorbě příběhu se však podílel i Spiner a producent Rick Berman. Právě od Spinera pochází myšlenka Datovy smrti, obětování se za své přátele. Jako hlavní záporná postava byl určen mladý muž, který má ke kapitánu Picardovi osobní vztah, Logan rovněž chtěl mít v příběhu Romulany, neboť je jejich fanouškem. Ovlivněn byl však i předchozím scénářem, který dokončil: Gladiátorem. Navrhl, aby se ve filmu objevili také Remané, rasa, o které předtím ve Star Treku nepadlo ani slovo, ale jejichž planeta Remus (sesterská planeta Romulu v témže systému) se nachází na romulanském znaku, s čímž Berman i Spiner souhlasili. Původně měl být protivníkem Picardův dlouho ztracený syn, kvůli problémům s kontinuitou v univerzu Star Treku, které by toto řešení nastolilo, návrh ale změnili. Podle Bermana by se mohlo jednat o Picardův klon, který by díky stejným schopnostem, stejnému uvažování i stejným slabinám byl mnohem působivější. U Shinzona, jak jej pojmenovali, se inspirovali v Johnu Brownovi, abolicionistickém fanatikovi z 19. století. Všechna romulanská i remanská jména ve filmu jsou odvozena ze starých čínských jmen, což je pocta původní představě Genea Roddenberryho, že Romulané jsou čínští komunisté 60. let 20. století. První draft scénáře napsal Logan asi za pět týdnů, v následujícím roce přibylo přibližně dalších 16 konceptů. Za režiséra filmu byl vybrán Stuart Baird, režisér předchozích dvou celovečerních startrekovských snímků Jonathan Frakes (William Riker) nebyl osloven, ačkoliv by měl o tuto práci zájem. Po posledním draftu scénáře musely začít škrty, neboť napsaný film by byl příliš dlouhý a drahý (rozpočet byl určen na 60 milionů dolarů). Autoři příběhu společně s režisérem Bairdem vyřadili různé scény i vedlejší dějovou linii Worfa a jeho obecného vztahu k Romulanům.
Hlavním maskérem byl Michael Westmore, dlouholetý spolupracovník Star Treku. Pro pouštní Kolarany navrhl „želví“ vzhled s rozpraskanou kůží a barevným želvím vzorem na tváři. Úprava vzhledu Toma Hardyho coby Shinzona byla jednodušší. Produkce po složitějším hledání našla herce, který jí vyhovoval svými schopnosti a zároveň byl také podobný Patricku Stewartovi. I přesto Hardy dostal latexový nos i bradu podle Stewartova vzoru, zcela si také oholil hlavu. V pozdějších scénách již Shinzon viditelně trpí nemocí, Westmore proto připravil celkem šest jejich stádií, přičemž v nejtěžší formě měl Hardy zarudlé oči, kontaktní čočky, které mu vybělily duhovky, a po celé hlavě a rukách desítky modrých žilek. Složitějším namaskováním si prošel Ron Perlman (místokrál), který strávil v maskérně denně 2,5 hodiny. Masky Remanů vytvořil Westmore podle požadavků Bermana a Bairda tak, aby připomínali upíry, ale zároveň aby jim nebyli příliš podobní.
O kostýmy se postaral Robert Blackman, který mimo jiné navrhl svatební šaty 24. století pro Deannu Troi. Vedoucí výpravy Herman Zimmerman (rovněž dlouholetý člen štábu Star Treku) vytvořil přibližně 30 různých prostředí včetně romulanského Senátu, aljašského svatebního pavilónu, kde probíhala oslava, či můstku Shinzonovy lodi Scimitar, jejíž kulisy zabraly celou scénu. Navrhl také samotný Scimitar, plavidlo třikrát větší než samotnou Enterprise-E, jehož design vychází z historie rémského lidu těžce pracujícího v podzemních dilithiových dolech Romulanského impéria na Remu. Oproti předchozím dvěma filmům upravil i počítačový model samotné Enterprise, kde použil více metalických barev. Terénní vozidlo Argo navrhl Ivan Stewart. O veškeré vizuální efekty se postarala společnost Digital Domain.
Natáčení filmu začalo 26. listopadu 2001 v Mohavské poušti u Edwardsovy letecké základny. Zde byly natočeny jediné exteriéry snímku: planeta Kolarus III, kde Picard, Worf a Dat najdou rozloženého androida. Patrick Stewart po zkušebním tréninku sám odřídil přibližně 90 % jízdy v terénním vozidle Argo. Poté se štáb přesunul do studií Paramountu v Los Angeles, kde vznikl zbytek filmu. Během natáčení svatební oslavy Rikera a Troi navštívila studio Madeleine Albrightová, která je fanynkou Star Treku. V této scéně si Jonathan Frakes i Marina Sirtisová nasadili své vlastní snubní prstýnky. Při natáčení záběrů můstku se pod scénou nacházely 20 airbagů nafukovaných kompresorem, které ji zvedly o 30 cm. Ty byly na režisérův pokyn vyprazdňovány, čímž štáb docílil autentických otřesů a reakcí posádky na můstku. Filmování skončilo 7. března 2002.
V postprodukci byl film značně zkrácen; bylo vystřiženo přibližně 50 minut natočených záběrů, z nichž přibližně 17 minut se později objevilo na DVD vydání.
Hudbu napsal Jerry Goldsmith, který se již podílel na prvním, pátém, osmém a devátém startrekovském filmu. Ten využil jak klasické úvodní Courageovy fanfáry, tak své vlastní téma z prvního filmu, tak i píseň „Blue Skies“ od Irvinga Berlina. Nově složil například pětinotové téma doprovázející Shinzona a jeho Scimitar či temné téma znějící během představení konfliktu Remanů a Impéria.

## Vydání a ohlasy
Film Star Trek: Nemesis byl do kin premiérově uveden 13. prosince 2002, v době, kdy bylo promítáno několik snímků z jiných komerčně úspěšných sérií; jednalo se o Harryho Pottera a Tajemnou komnatu, bondovku Dnes neumírej a druhý díl epické fantasy ságy Pán prstenů: Dvě věže. Nemesis byla o úvodním víkendu druhá po filmu Krásná pokojská, stala se tak prvním startrekovským filmem, který se v prvním víkendu nedostal na první místo v tržbách. V Severní Americe Nemesis utržila 43 milionu dolarů, celosvětové tržby dosáhly 67 milionů dolarů při rozpočtu 60 milionů dolarů, což z ní udělalo komerčně nejhorší celovečerní snímek Star Treku. Producent Rick Berman přiznal, že komerční úspěch Nemesis mohl být ovlivněn „konkurencí dalších filmů“. Stejně jako v případě ostatních startrekovských snímků, vyšla i v případě Nemesis stejnojmenná novelizace, kterou napsala J. M. Dillard.
Film dostal od kritiků převážně negativní hodnocení. Roger Ebert v interview řekl: „Usmívám se a snažím se dostat do dialogů… a postupně se zdá, že pro mě „Star Trek“ skončil. Díval jsem se na tyto příběhy polovinu svého života a, nic si nenamlouvejme, jejich duch vyprchal.“ Konsenzus uživatelů na serveru Rotten Tomatoes uvádí: „Nemesis má zajímavou premisu a několik dobrých akčních scén, ale z celého snímku je cítit poněkud únava.“ Rovněž někteří herci (LeVar Burton a Marina Sirtisová) nebyli spokojeni, kritizovali hlavně režiséra Bairda za to, že nezhlédl ani jednu epizodu Nové generace.
Na DVD film vyšel v květnu 2003, tato jednodisková verze obsahovala kromě celého snímku také audiokomentář režiséra, sedm vystřižených scén, fotogalerii a další bonusy. Speciální dvojdisková sběratelská edice byla vydána v říjnu 2005, jejím obsahem byla původní verze z roku 2003 doplněná o některé další doplňky. Blu-ray verze s bonusy byla vydána v roce 2009.
Kvůli komerčnímu neúspěchu snímku v USA bylo uvedení Star Treku: Nemesis do kin v některých zemích zrušeno, a to včetně Česka, kde se měla premiéra konat 6. března 2003. Televizní premiéru si snímek v Česku odbyl 7. ledna 2005 na stanici HBO. V rámci prvního ročníku conu CzechTrek proběhly tři speciální projekce Nemesis (dvě 23. září 2006, jedna 26. září 2006) v pražském Multikině Ládví.